# Manigod
Manigod – miejscowość i gmina we Francji, w regionie Owernia-Rodan-Alpy, w departamencie Górna Sabaudia.
Według danych na rok 1990 gminę zamieszkiwało 636 osób, a gęstość zaludnienia wynosiła 14 osób/km² (wśród 2880 gmin regionu Rodan-Alpy Manigod plasuje się na 1033. miejscu pod względem liczby ludności, natomiast pod względem powierzchni na miejscu 77.).